# Kezelési jelképek (textilipar)

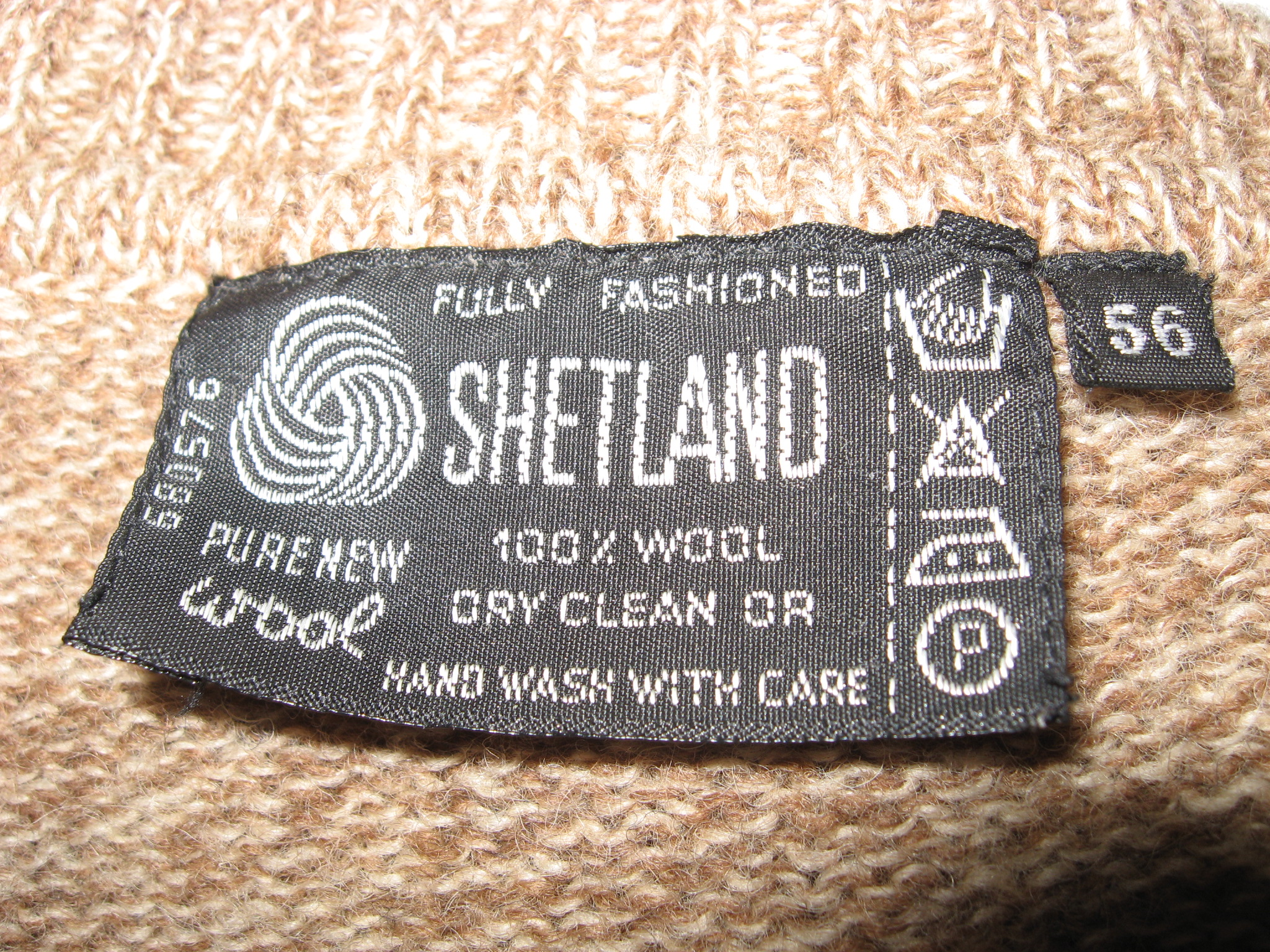
Címke kezelési jelképekkel egy gyapjúpulóveren

A textíliák kezelési jelképei a termékre valamiképpen ráerősített, ma már szabványosított ábrasorozat. Ezek az ábrák (piktogramok) útmutatást adnak a felhasználónak arra, miképp kell eljárnia a termék mosásánál, vegytisztításánál és az ezekhez kapcsolódó műveleteknél (szárítás, vasalás).
A textiltermékek mosása, vegytisztítása közben káros fizikai és kémiai hatások érhetik az anyagot, vagy legalábbis befolyásolhatják későbbi használhatóságát. A felhasználókat ezért egyértelműen fel kell világosítani arról, hogyan járjanak el, illetve mit kerüljenek el, hogy a termék minél tovább használható maradjon. Erre szolgálnak a gyakran „textil-KRESZ”-nek is nevezett, ma már általánosan használt kezelési jelképek. A köznyelvi elnevezés a közúti közlekedésben használt, az adott forgalmi helyzetben érvényes közlekedési szabályokat jelző ábrákra utal.
Az ilyen kezelési útmutató azért különösen előnyös, mert szükségtelenné teszi a gyártót és a felhasználót egyaránt korlátozó szöveges közlést (előbbi nem mindig tudja, milyen nyelvterületekre kerülhet a terméke, utóbbi esetleg nem érti az azon szereplő, idegen nyelvű szövegeket).

## Története
A termék anyagára vagy garantált tulajdonságaira utaló jelképeket egyes gyártók már régóta alkalmaztak. Ezek a jelzések azonban csak egy-egy cég kezdeményezései, marketing fogásai voltak. A textíliák kezelésére vonatkozó egységes jelölésmóddal első ízben 1956-ban, egy Göteborgban tartott szakmai konferencia foglalkozott és ezt követték a jelzések nemzeti, illetve nemzetközi szabványosítására irányuló intézkedések.
Magyarországon először 1965-ben vezettek be ilyen jelképrendszert, az akkori Textilipari Minőségellenőrző Intézet (TEXIMEI) javaslatára. Az erre vonatkozó magyar szabványt 1976-ban adták ki, majd 1979-ben az akkori KGST (a szocialista országok Kölcsönös Gazdasági Segítség Tanácsa) keretében elfogadott MSZ KGST 1729:1979 szabvány már figyelembe vette a Nemzetközi Szabványosítási Szervezet (ISO) ajánlásait. 1984-ben a Belkereskedelmi és az Ipari Minisztérium rendeletben szabályozta a textiltermékek kezelési jelképeinek alkalmazását, és a termék forgalomba hozatal előtti jóváhagyását a TEXIMEI hatáskörébe utalta. 1985-ben jelent meg az MSZ 16348:1985 Textil- és textilruházati termékek szöveges kezelési útmutatója című magyar szabvány. Az egységesítés érdekében végzett tevékenység eközben nemzetközi szinten folyt, ami az ISO 3758:1992 szabvány megalkotásához vezetett. Ennek alapján készült el a magyar MSZ ISO 3758:1992 Textíliák kezelési jelképeinek kódcímkéi című magyar szabvány is, amit azután – ugyancsak igazodva a nemzetközi tendenciákhoz – 2005-ben korszerűsítettek. Miután ez a szabvány az Európai Unióban általánosan érvényes, jelölése nálunk MSZ EN ISO 3758:2005. A szabványok alkalmazása általában ma már nem kötelező érvényű ugyan, de ha valamely jogszabály előírja az alkalmazásukat, akkor abban a körben kötelezővé válnak, márpedig a fogyasztóvédelemről szóló 1997. évi CLV. törvény előírja, hogy az áru használatára vonatkozó utasításokat az árun el kell helyezni.
A 2012 óta Magyarországon is hatályos újabb, MSZ EN ISO 3758:2012 számú, Textíliák. Jelképekkel megadott kezelési útmutató című szabvány egyes helyeken módosította e szabvány korábbi, 2005-ös kiadását. A módosítások a fehérítés, a szárítás és a professzionális vizes tisztítás jelképeit érintik (lásd alább).

## A jelképrendszer felépítése

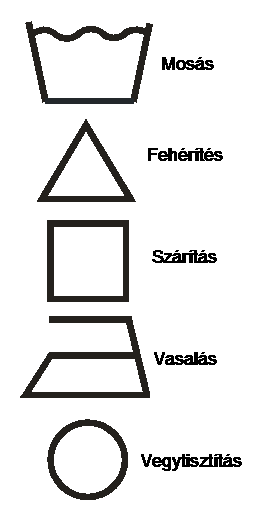
Kezelési alapjelképek

### Alapjelképek

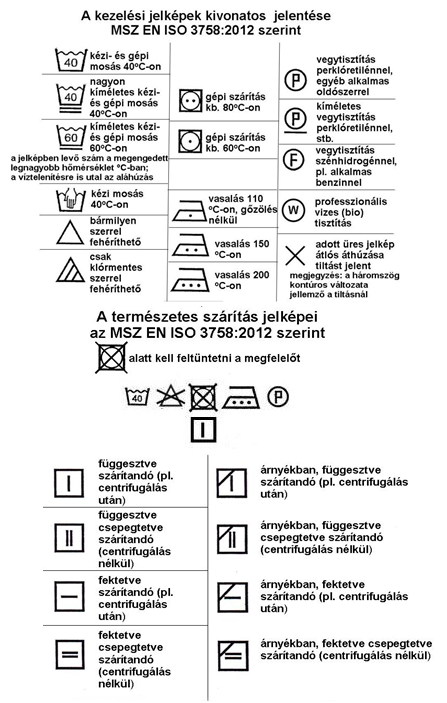
Kezelési jelképek változatai

A Magyarországon is érvényes szabvány szerint a következő kezelési jelképeket kell használni:
- A nedves kezelések (gépi, illetve kézi mosás, beleértve az áztatást, előmosást, mosást, öblítést és a víztelenítést – centrifugálást – is) jelképe egy vízzel teli teknő.
- A mosás közben, illetve mosás után alkalmazott fehérítés jelképe az egyenlő oldalú háromszög.
- A szárítás jelképe a négyzet.
- A száraz vagy gőzöléses vasalás jelképe a kézi vasaló.
- A vegytisztítás jelképe a kör.

### Részletesebb információk
| Jelkép | Leírás |
| Kézi vagy gépi mosás | Kézi vagy gépi mosás |
| --- | --- |
| beleértve az áztatást, előmosást, öblítést és víztelenítést (centrifugálás). A jelképben szereplő számérték a megengedett legmagasabb mosási hőmérsékletet mutatja (°C). | |
| | legfeljebb 30°C-on mosható |
| | legfeljebb 40°C-on mosható |
| | legfeljebb 60°C-on mosható |
| | legfeljebb 95°C-on mosható |
| | 1 vonal a teknő alatt: kíméletes mosási program. |
| | 2 vonal a teknő alatt: fokozottan kíméletes mosási program. |
| | Kéz a teknőben: csak kézi mosás, langyos vízben. |
| Fehérítési eljárások | |
| | Üres háromszög: minden típusú fehérítő alkalmazható (klóros, peroxidos stb.). |
| | Két párhuzamos vonal a háromszögben: csak klórmentes szerrel fehéríthető. |
| | Csak klóros fehérítés megengedett |
| | Áthúzott háromszög: semmilyen fehérítés nem alkalmazható. |
| Szárítás | |
| | Kör a négyzetben: gépi szárítás engedélyezett. |
| | Kör 1 ponttal: szárítás alacsony hőmérsékleten (50°C). |
| | Kör 2 ponttal: szárítás közepes hőmérsékleten (70°C). |
| | Kör 3 ponttal: szárítás magas hőmérsékleten (90°C). |
| | Kitöltött kör: fűtés nélküli szárítás. |
| | Áthúzott kör a négyzetben: gépi szárítás nem megengedett. Az X alakban áthúzott jelkép alatt a termék jellegének megfelelő természetes szárítás (pl. csepegtetve szárítás vagy fekve szárítás) jelképét kell alkalmazni. |
| Függőleges vonal(ak) a négyzetben: mechanikai víztelenítés és szárítás módja                                                                                             | |
| | 1 függőleges vonal: centrifugálás után szárítás. |
| | 2 függőleges vonal: mechanikai víztelenítés tilos. |
| Vízszintes vonal(ak) a négyzetben: fektetve történő szárítás | |
| | 1 vízszintes vonal: megengedett centrifugálás után. |
| | 2 vízszintes vonal: mechanikai víztelenítés tilos. |
| | 45°-os átlós vonal a bal felső sarokban: árnyékban szárítandó. |
| Háztartási vasalás | |
| | 1 pont a vasalóban: max. 110°C. |
| | 2 pont a vasalóban: max. 150°C. |
| | 3 pont a vasalóban: max. 200°C. |
| | Vasalás nem megengedett |
| Gőzölős vasalás ajánlása esetén ezt külön szövegben kell feltüntetni. | |
| Vegytisztítás | |
| | „P”: perklór-etilén és szénhidrogénes tisztítás. |
| | „F”: szénhidrogénes oldószerek. |
| | „W”: vízalapú, környezetbarát nedves eljárás (speciális géppel). |
| | Áthúzott kör: vegytisztítás tilos. |
| | 1 vonal a kör alatt: kíméletes vegytisztítás. |
| | 2 vonal a kör alatt: fokozottan kíméletes eljárás. |
| Használatos olyan jelkép is – bár a magyar szabvány ezt nem tartalmazza –, ami egy X alakban áthúzott, összecsavart kendőt ábrázol: ez a facsarás tiltását jelenti.      | |

A szabvány előírja a jelképek sorrendjét is, ami lényegében a gyakorlatnak megfelelő technológiai sorrendnek felel meg. Balról jobbra haladva a következő jelképek helyezendők el:

### Kiegészítő jelképek
Egyes jelképek alatt kiegészítő jelképek is elhelyezhetők. Például a dobos szárítógépben (tömblerben) végrehajtott szárítás tiltását jelentő jelkép alatt elhelyezhetők az árnyékban, fektetett állapotban történő szárítás engedélyezését jelentő jelképek, vagy esetleg a kötélen való szárítás engedélyezését mutató jelkép stb.

## Szöveges kiegészítések
Ha a jelképekkel nem fejezhető ki a teljes körű tájékoztatás, a kezelési útmutatót szöveges kiegészítéssel is el lehet látni. Ilyen kiegészítő szöveg lehet például:
- „Használatba vétel előtt feltétlenül ki kell mosni!” – pl. a fehérneműk esetében javasolt szöveg.
- „Elkülönítve mosandó!” – olyan termékeknél, amelyek mosással szembeni színtartósága nem tökéletes.
- „Kályhától vagy egyéb hőforrástól távol szárítandó!” – hőre különösen érzékeny, szintetikus szálasanyagból készült termékeknél.
- „Optikai fehérítőt, illetve ilyen tartalmú adalékot tartalmazó mosószert ne használjunk!” – kényes színű ruhadarabokra vonatkozó figyelmeztetés, mert az optikai fehérítő kedvezőtlen színtónus-változást okozhat.
- „Gőzölve vasalandó” – ha gőzölős vasaló használata javasolt.

Az ilyen és hasonló szöveges kiegészítést a gyártónak minden esetben az adott termék egyedi sajátosságainak megfelelően kell elkészítenie és azt a kezelési jelképsor mellett feltüntetnie, mégpedig annak az országnak a nyelvén, ahol a termék forgalomba kerül.